# 무안대군
무안대군 방번(撫安大君 芳蕃, 1381년 ~ 1398년 10월 14일(음력 8월 26일))은 태조 이성계의 일곱째 아들이며 어머니는 신덕왕후 강씨이다. 제1차 왕자의 난 당시 이복 형인 정안대군 방원에 의해 살해되었다.
본관은 전주(全州)이다. 작위는 추성공(楸城公)·무안군(撫安君), 시호는 장혜공(章惠公)·공순군(恭順君)이다.

## 생애
이방번은 태조 이성계의 일곱째 왕자로 태조 계비 신덕왕후 강씨(神德王后 康氏) 소생으로 출생했으며, 1387년 어린 나이 시절 귀의군(정양군) 왕우의 딸과 결혼에 이어 1390년 처숙부 고려 공양왕(高麗 恭讓王)의 치세 시기에 아버지 이성계의 지원에 의해 고려 왕조로부터 고공좌랑의 직위를 받았으며, 1392년(조선 태조 1) 7월 조선 개국 후에는 무안군에 책봉되어 의흥친군위 절제사(義興親軍衛節制使)에 임명되었다.
태조 2년(1393)에 13세의 나이로 좌군절제사로 임명되었으며 한때 아버지 태조 이성계와 어머니 중전 강씨의 추천으로 세자로써 내정되기도 했으나 조준(趙浚), 정도전(鄭道傳) 등 중신들은 그를 "성격이 광망하고 경솔하다."라고 반대하여 동복 아우 이방석에게 세자 자리를 빼앗겼다. 그리고 무안군에 봉작되었다.
태조 7년(1398)에 이복 형 이방원이 주동이 된 '제1차 왕자의 난'이 일어났다. 이방원이 방번에게도 난에 동참할 것을 권유했으나 방번은 응하지 않았다. 그러나 아버지 등에게 알려주지도 않았다. 이후 난이 끝나자 성문 밖으로 쫓겨났고, 중도에 살해되었다. 이때 그의 나이 18세였다.
시신은 경기도 광주군에 안장되었고, 바로 추성공(楸城公)의 작위에 추증되었다. 태종 즉위후 그의 억울한 죽음에 휼전(恤典, 구제지원금)이 추거(追擧)되고 공순군의 시호를 추증하였으며, 훗날 세종 19년(1437) 세종의 5왕자 광평대군이 그의 후사로 정해졌다. 1680년(숙종 6) 대군의 작위를 추증받았다.

## 가족 관계
- 아버지 : 태조(太祖, 1335 ~ 1408)
- 어머니 : 신덕왕후 강씨(神德王后 康氏, 1356 ~ 1396)
  - 누나 : 경순공주(敬順公主, 1371 ~ 1407)
  - 매형 : 흥안군(興安君) 이제(李濟, 1365 ~ 1398)
  - 동생 : 의안대군 방석(宜安大君 芳碩, 1382 ~ 1398)
- 배우자 : 삼한국대부인 개성 왕씨(三韓國大夫人 開城 王氏), 경녕옹주(慶寧翁主)[4] - 귀의군 왕우(歸義君 王瑀)의 딸
  - 봉사손(奉祀孫): 광평대군 - 세종대왕의 5왕자
- 측실: 원주 변씨 - 변안렬(邊安烈)의 딸[5]

- 장인 : 귀의군 왕우(歸義君 王瑀)

## 무안대군이 등장하는 작품
- 《용의 눈물》(KBS1, 1996년~1998년, 배우:정태우)
- 《정도전》(KBS1, 2014년, 배우:김승찬, 이우주)
- 《육룡이 나르샤》(SBS, 2015년~2016년, 배우:박시진, 김예준)
- 《태종 이방원》(KBS1, 2021년~ 배우:오승준, 홍동영)

## 같이 보기
- 제1차 왕자의 난